# Frankfurter Engel

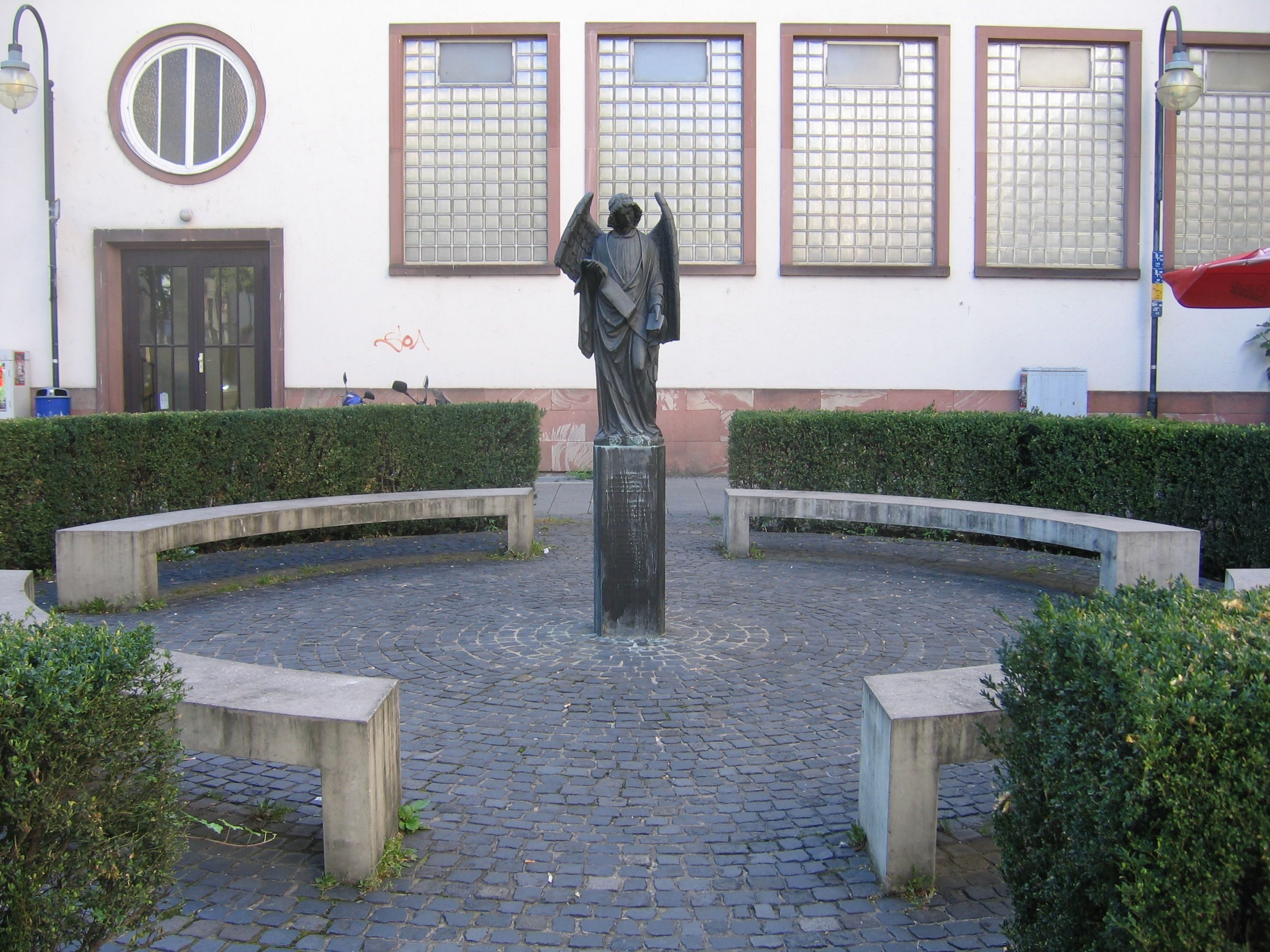
Gedenkstätte für die verfolgten Homosexuellen in Frankfurt am Main

Der Frankfurter Engel von Rosemarie Trockel ist das „Mahnmal Homosexuellenverfolgung“ in Frankfurt am Main. Es wurde als erstes vollplastisches Mahnmal, das in Deutschland an die Homosexuellenverfolgung erinnert, 1994 der Öffentlichkeit übergeben.

## Ausgangssituation
Mit der Befreiung vom Nationalsozialismus war die Verfolgung der Homosexuellen in Deutschland nicht zu Ende. Die Bundesrepublik Deutschland übernahm den § 175 StGB in der von den Nazis drastisch verschärften Form. Gedenktafeln der nationalsozialistischen Verfolgung Homosexueller gab es zunächst in den ehemaligen Konzentrationslagern Mauthausen und Neuengamme. Mit der Gedenktafel am Berliner Nollendorfplatz wurde 1989 erstmals öffentlich in einer Stadt der homosexuellen Opfer des Nationalsozialismus gedacht.

## Verwirklichung
Nachdem am 1. Dezember 1990 eine Gruppe von Schwulen zu einer unangemeldeten Gedenkveranstaltung zur Alten Oper gegangen waren und dort Holzkreuze mit den Namen von Verstorbenen in einer Grünanlage in den Boden geschlagen hatten, was der damalige Oberbürgermeister Volker Hauff nachträglich genehmigte und vorübergehend duldete, entstand eine erste provisorische Gedenkstätte in Frankfurt, an der Angehörige und Freunde Blumen niederlegen, Kerzen abstellen und der Verstorbenen gedenken konnten. [Anmerkung: Diese Aktion fand nicht im Zusammenhang der Realisierung des Mahnmals Homosexuellenverfolgung „Frankfurter Engel“ statt, sondern war eine Aktion der AIDS-Aktivistengruppe Act Up Frankfurt im Rahmen der politischen Forderung nach und parallel zur Realisierung des Mahnmals Homosexuellenverfolgung errichteten Frankfurter AIDS-Memorials „Verletzte Liebe“. Die Kreuze standen dabei für die in Frankfurt an HIV verstorbenen AIDS-Opfer. Der Absatz bezieht sich also auf: AIDS-Memorial (Frankfurt am Main). Siehe auch: AIDS-Memorial]
Das Projekt, in Frankfurt eine dauerhafte Gedenkstätte zu schaffen, wurde von der 1990 gegründeten Initiative Mahnmal Homosexuellenverfolgung e. V. (IMH) betrieben. Mit einer Denkschrift, die ein Mahnmal für die homosexuellen Opfer des Nationalsozialismus forderte, stellte sie sich 1990 der Öffentlichkeit vor. Die politische Situation war günstig: Seit 1989 trug eine rot-grüne Koalition die politische Verantwortung in Frankfurt am Main und die Grünen hatten die Förderung schwul-lesbischer Projekte in das Koalitionspapier eingebracht. Magistrat und Stadtverordnetenversammlung stimmten 1992 der Errichtung des Mahnmals zu, wegen mangelnder städtischer Finanzen allerdings ohne finanzielle Unterstützung. Ausschreibung des künstlerischen Wettbewerbs und Errichtung mussten so von der IMH geleistet werden.
Sie lobte am 20. Juli 1992 einen Wettbewerb zur Gestaltung des Mahnmals aus. Am 25. Januar 1993 trat im Museum für Moderne Kunst die von der Initiative eingesetzte Jury des Wettbewerbs zusammen und entschied sich für den Entwurf Engel von Rosemarie Trockel. Die veranschlagten Kosten für ihren Entwurf beliefen sich auf 361.000,– DM. Die Hessische Kulturstiftung sagte 105.000 DM zu. 10.000,– DM steuerte die Hannchen-Mehrzweck-Stiftung bei. Die verbleibende Summe von rund 240.000 DM brachte die Initiative mit Hilfe einer bundesweiten Spendenaktion auf, die Ende 1993 große Solidarität innerhalb und außerhalb der schwul-lesbischen Szene auslöste. Eine Großsponsoren-Aktion bei Banken, Versicherungen und Großindustrie hatte zuvor das ernüchternde Resultat von 2.000,– DM ergeben. Ende Juni 1994 war die Finanzierung des Mahnmals durch das Spendenaufkommen letztlich sichergestellt.

## Gestaltung

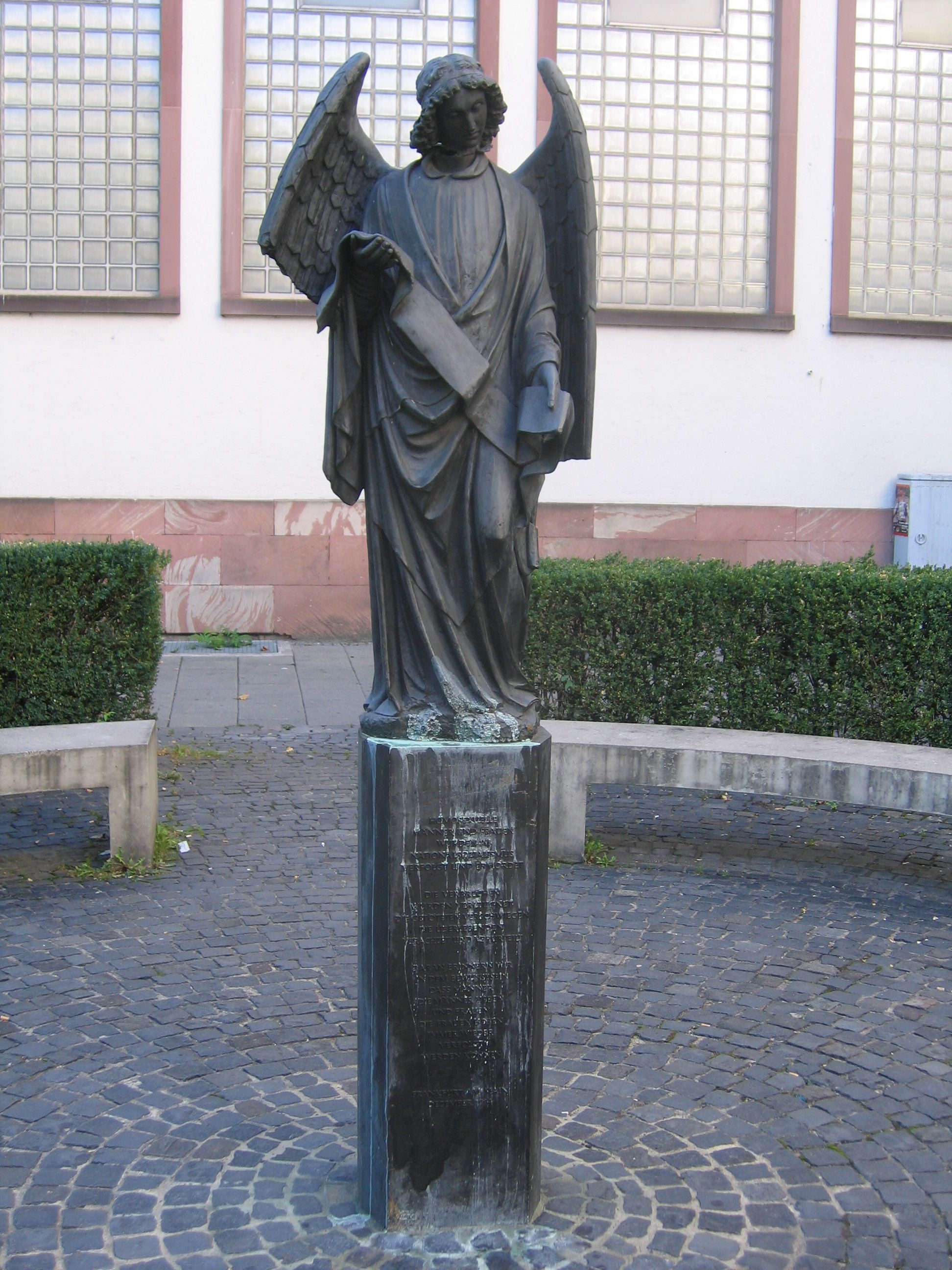
Frankfurter Engel von Rosemarie Trockel

Vorbild des Werks von Rosemarie Trockel ist ein Engel mit Schriftband, der ursprünglich als Wimpergfigur zu einer Gruppe von 11 Engeln gehörte, die das Westportal des Kölner Doms schmückten. Das Original von Peter Fuchs vom Ende des 19. Jahrhunderts existiert nicht mehr, lediglich ein lädiertes Gipsmodell. Dieses wurde im Maßstab 1:1 als Wachsabguss reproduziert. Rosemarie Trockel schlug dem Engel den Kopf ab und setzte ihn leicht verschoben wieder auf, so dass die Bruchstelle als Narbe sichtbar blieb. Von dem so veränderten Wachsabguss wurde die Skulptur in schwarz-patinierter Bronze in der Glockengießerei Rincker in Sinn zusammen mit einem achteckigen Sockel, der Bestandteil der Skulptur ist, am 29. November 1993 gegossen. Auf dem Sockel steht eine von den Initiatoren des Mahnmals formulierte Inschrift, die die Verbrechen der Nationalsozialisten an den homosexuellen Männern und Frauen benennt:

„Homosexuelle Männer und Frauen wurden im Nationalsozialismus verfolgt und ermordet. Die Verbrechen wurden geleugnet, die Getöteten verschwiegen, die Überlebenden verachtet und verurteilt. Daran erinnern wir in dem Bewusstsein, dass Männer, die Männer lieben, und Frauen, die Frauen lieben, immer wieder verfolgt werden können. Frankfurt am Main. Dezember 1994“

## Standort
Das Mahnmal steht auf dem Klaus-Mann-Platz, an der Kreuzung von Schäfergasse und Alte Gasse. Vor der Gestaltung durch das Mahnmal war die Fläche als Platz kaum wahrzunehmen. Der Platz liegt in der Innenstadt und zugleich im Zentrum homosexueller Kultur und Subkultur. Nach Westen hin wird er durch die Sporthalle der Liebfrauenschule begrenzt. Deren ungestaltete Fassade mit Fenstern, die durch Glasbausteine vermauert sind, stellt das größte künstlerische Manko an der Gesamtgestaltung dar. Die nördliche Bebauung des Platzes ist eine architektonisch heterogene Gebäudezeile, in der sich u. a. ein Café der schwulen Szene, ein Kino, ein Hotel und eine Bank befinden. An seiner südlichen Seite verläuft die Schäfergasse, nach Osten stößt er in einem spitzwinkligen Dreieck auf die Alte Gasse und ermöglicht den Blick auf ein Gebäude des Frankfurter Gerichts. Mit seiner Nähe und Ausrichtung auf das Gerichtsgebäude verweist er auch auf die Rolle der Justiz bei der Verfolgung von Homosexuellen.
Als Vorbild für die Gestaltung des Mahnmals und seines Aufstellungsorts diente das Amsterdamer Homomonument, ein auf Initiative holländischer Schwulen- und Lesbengruppen 1987 geschaffenes Mahnmal im Herzen von Amsterdam, in der Nähe der Westerkerk. Auch das Mahnmal zum Gedenken an die homosexuellen Opfer des nazi-faschistischen Rassismus in Bologna, das 1990 auf Initiative des italienischen Schwulenverbands Arci Gay entstand, hat die Frankfurter Platzgestaltung beeinflusst.
Die Skulptur des Engels bildet das Zentrum eines Platzes in Kreuz-Kreis-Form: Vier Sitzbänke bilden den inneren Kreis, Buchsbaumhecken einen äußeren Kreis. Sie sollen dem Ort Intimität und Ruhe verleihen – ein Ort des Gedenkens mitten in der Stadt.
Ein Jahr nach Errichtung des Mahnmals erhielt der Platz auf Initiative des Ortsbeirats 1 der Stadt Frankfurt den Namen Klaus-Mann-Platz – ein Platz, dem allerdings keine einzige Hausnummer zugeordnet ist. Beim bundesweiten Wettbewerb Gestaltung öffentlicher Plätze der Deutschen Bank Bauspar AG 1995 erhielt er eine „lobenden Anerkennung“. In der schwul-lesbischen Szene ist er heute ein beliebter Treffpunkt. Das Mahnmal ist zusammen mit dem benachbarten AIDS-Memorial traditionelle Anlaufstelle der Prozession des ökumenischen Eröffnungsgottesdienstes zum Frankfurter CSD.

## Übergabe
Am 24. November 1994 kam der Engel in Frankfurt an und wurde installiert. Am 11. Dezember 1994 wurde das „Mahnmal Homosexuellenverfolgung“ mit einer Feierstunde in der Paulskirche und am Ort des Mahnmals der Öffentlichkeit übergeben.

## Wirkung
Schon vom 11. Dezember 1993 bis zum 20. Februar 1994 wurde im Haus der Kunst in München die Ausstellung Widerstand – Denkbilder für die Zukunft mit Rosemarie Trockels Skulptur Engel und einer Darstellung des Projekts Mahnmal Homosexuellenverfolgung gezeigt. Vom 10. Dezember 1994 bis zum 7. Februar 1995 fand im Schwulen Museum, Berlin, die Ausstellung GEWALT/Geschäfte der Neuen Gesellschaft für bildende Kunst e. V. mit Rosemarie Trockels Modell und Entwurfszeichnung des Mahnmals sowie Fotos und Texten der anderen Entwürfe des Wettbewerbs statt.
1997 veröffentlichte die Initiative unter dem Titel „Der Frankfurter Engel. Mahnmal Homosexuellenverfolgung“ ein Buch, das alle fünf Entwürfe des Gestaltungswettbewerbs vorstellt, in Zeichnungen und Fotografien die Veränderungen des Platzes vom 17. bis ins 20. Jahrhundert verfolgt sowie mit den Reden vom 11. Dezember 1994 in der Paulskirche die Übergabe des Mahnmals dokumentiert. Darüber hinaus reflektieren eine Reihe von Autorinnen und Autoren aus unterschiedlicher Perspektive Platz, Skulptur und die Verfolgung, an die der Frankfurter Engel erinnert.
2013 wirkte der Platz ungepflegt. Nachdem das benachbarte Szene-Café aufgegeben hatte, wurden Platz und Bänke um das Denkmal Aufenthaltsort für Obdachlose, der Platz und die das Denkmal umgebende Hecke vermüllten. Daraufhin gründete sich der „Frankfurter Engel FreundInnenkreis“, der sich während der warmen Jahreszeit einmal in der Woche auf dem Platz trifft, aufräumt und dort auch Kulturaktionen veranstaltet.